# Wicked Little Letters
Wicked Little Letters es una película dirigida por Thea Sharrock a partir de un guion de  Jonny Sweet, basada en una historia real. La película está protagonizada por Olivia Colman y Jessie Buckley. Fue seleccionada para su estreno en la 48.º edición del Festival Internacional de Cine de Toronto que se llevó el 9 de septiembre de 2023.

## Sinopsis
Basado en una historia real, los residentes de Littlehampton (Sussex, Reino Unido), en la década de 1920, comienzan a recibir cartas obscenas de una fuente desconocida, lo que lleva a un grupo de mujeres a encontrar la fuente.

## Reparto
| - Olivia Colman como Edith Swan - Jessie Buckley como Rose Gooding - Anjana Vasan como Gladys Moss - Timothy Spall como Edward Swan - Gemma Jones como Victoria Swan - Hugh Skinner como Constable Papperwick - Joanna Scanlan como Ann - Malachi Kirby como Bill - Lolly Adefope como Kate | - Eileen Atkins como Mabel - Hugh Skinner como Constable Papperwick - Paul Chahidi como Chief Constable Spedding - Alisha Weir como Nancy Gooding - Jason Watkins como Mr. Treading - Richard Goulding como Mr. Scales - Tim Key como Father Ambrose - Krishni Patel como Winnie Moss |

## Producción
La película se anunció en mayo de 2022, con Thea Sharrock como directora y Olivia Colman y Jessie Buckley como protagonistas. En septiembre, el elenco se completó con Anjana Vasan, Timothy Spall, Gemma Jones y Eileen Atkins. Además, Ben Davis fue seleccionada como director de fotografía.
El inicio de la producción empezó en septiembre de 2022 y se extendió hasta octubre en las ciudades de Arundel y Worthing.

## Estreno
La película tuvo su estreno mundial en la 48.º edición del Festival Internacional de Cine de Toronto el 9 de septiembre de 2023. La película fue estrenada en cines del Reino Unido, el 23 de febrero de 2024.